# Sangay Choden

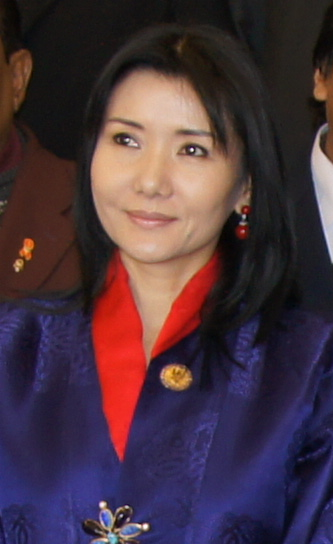
Queen Mother Ashi Sangay Choden Wangchuck (2011)

Emblem von Bhutan

Gyalyum Kude Sangay Choden (* 11. Mai 1963 in Nobgang) ist eine der vier Königinnen (Druk Gyaltsuen) und Ehefrauen des bhutanischen Druk Gyalpo ‚Drachenkönig‘ Jigme Singye Wangchuck (* 1955), der Bhutan von 1972 bis zu seiner Abdankung 2006 zugunsten seines Sohnes Jigme Khesar Namgyel Wangchuck (* 1980) regierte. Sangay Chodens Titel ist heute Gyalyum Kude, was ‚Königin-Mutter‘ bedeutet.

## Herkunft und Ausbildung
Sangay Choden wurde 1963 in Nobgang im nordwest-bhutanischen Punakha-Distrikt als Tochter von Yum Thuiji Zam (* 1932) und Yab Dasho Ugyen Dorji (1925–2019) geboren, der Gründer und Eigentümer der Ugyen Academy in Khuruthang (Punakha-Distrikt) war. Sie hat drei Brüder (Lyonpo Sangay Ngedup; * 1953 und früherer Premierminister von Bhutan), Dasho Ugyen Tsechup (* 1964) und Dasho Topgay (* 1966) und vier Schwestern, Ashi (weibliches Adelspräfix) Beda (* 1951), Ashi Dorji Wangmo (* 1955), Ashi Tshering Pem (* 1957), Ashi Tshering Yangdon (* 1959 und Mutter des aktuellen Königs Jigme Khesar Namgyel) und  Ashi Sonam Choden (* 1969). Ihre Schwestern Dorji, Pem und Yangdon sind wie Sangay Choden Ehefrauen von Jigme Singye und nun Gyalyum Kude ‚Königin-Mutter‘.
Sangay Choden besuchte den St. Joseph's Convent und die St. Helen's School in den nordost-indischen Städten Kalimpong und Kurseong.

## Aufgaben
1999 übernahm Sangay Choden das Amt einer Goodwill-Botschafterin für den Bevölkerungsfonds der Vereinten Nationen (UNFPA). Sie setzte sich dabei für eine Verbesserung der Gesundheitsversorgung ein, Schwerpunkte waren die sexuelle und reproduktive Gesundheit sowie die Prävention von HIV/AIDS und geschlechtsspezifische Gewalt. Sie besuchte dafür häufig Bürger im ganzen Land, um das Bewusstsein für Gesundheitsthemen zu schärfen.

„Ich unterstütze die ganzheitliche Entwicklung unserer jungen Generationen, in deren Händen die Zukunft liegt.“

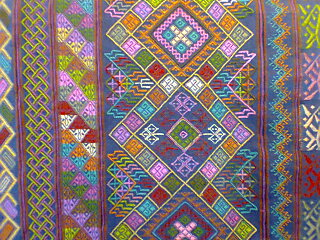
Kushuthara, ein spezieller weißgrundiger Stoff für die bhutanische Nationaltracht Kira

Im Land gilt ihr Engagement zum einen der Kunst und Kultur in Bhutan, sie sieht sich als Anwältin für das reiche kulturelle Erbe des Landes. So ist sie Schirmherrin des 2001 von ihr mitgegründeten Bhutan Textile Museum in der Landeshauptstadt Thimphu und Präsidentin der Royal Textile Academy of Bhutan (RTAB).
2004 war sie zum anderen Gründungspräsidentin der Frauenschutz- und -förderorganisation RENEW (Respect, Educate, Nurture and Empower Women). Ein wesentlicher Schwerpunkt dieser Arbeit ist der Schutz von Frauen vor häuslicher Gewalt und die Unterstützung Frauen, die davon betroffen sind. RENEW sieht sich darüber hinaus als wesentliche Säule des Programms Gross National Happiness (GNH) der bhutanischen Regierung, das Geschlechtergleichstellung als Staatsziel festschreibt. Die Verfassung von 2008 garantiert allen Bürgern unabhängig von Geschlecht und Status, dass der Staat den Genuss des Lebens fördert. Dazu soll es frei von jeglicher Diskriminierung und Ausbeutung sein. Die Erfolge der Politik sollen im Glücksindikator Bruttonationalglück nachvollziehbar sein.
2017 gründete Sangay Choden den Tara Lhadron Zhingkham Lhakhang, einen Tempel, der den 21 Taras geweiht ist und auf dem historisch Gelände der Parigzampa-Sternkunde-Schule beim Dechencholing-Palast bei Thimphu errichtet wurde.
Seit vielen Jahren leitet sie den Gyalyum (Queen Mother) Charitable Trust als Präsidentin.

## Privates
Sangay ist Buddhistin. Sie heiratete König Jigme Singye 1979 im Alter von 16 Jahren und hat mit ihm zwei gemeinsame Kinder: Dasho (männliches Adelspräfix) Khamsum Singye Wangchuck (* 1985) und Ashi Euphelma Choden Wangchuck (* 1993).

## Ehrungen
- 2019 United Nations Population Award (Individual Category) der UNFPA überreicht durch die Exekutivdirektorin Natalia Kanem[3]